# Хиркаси (присілок, Чебоксарський район)
Хирка́си (рос. Хыркасы, чув. Хыркасы) — присілок у складі Чебоксарського району Чувашії, Росія. Входить до складу Шинерпосинського сільського поселення.
Населення — 360 осіб (2010; 353 у 2002).
Національний склад:
- чуваші — 99 %